# Distorzija uma
Distorzija uma (deutsch: „Gedankenverzerrung“) ist eine Hard-Rock- und Heavy-Metal-Band aus Split.

## Geschichte
Distorzija uma wurde im Januar 2001 von zwei Studenten von der Fakultät der Rechtswissenschaften in Split, Nikola Aleksić und Jakša Marušić, gegründet. Bald schlossen sich Boris Tomljanović als Bassist und Tino Čondić als Schlagzeuger an. Am Anfang hatten sie eine Sängerin, aber sie verließ die band und Nikola Aleksić übernahm das Mikrofon, da er schon vorher einmal Sänger in der Heavy-Metal-Band Gorki aus Split war.
Im Dezember 2001 verließ Tino Čondić die Band und wurde von Kažimir Cukar im Januar des nächsten Jahres ersetzt. 2002 spielte die Band eine Reihe von Konzerten in Split und in anderen Orten in der nähe, einschließlich die erste Moto-Party auf Mosor. Die Band entschied sich, eine CD aufzunehmen, und suchten nach Sponsoren. Am Ende desselben Jahres gingen sie ins Tonstudio und während des Jahres 2003 nahmen sie ihr erstes Album auf, das einfach nur den Namen der Band trägt – Distorzija uma.
Während des Jahres 2003 trat Distorzija uma in Split auf und hatte ein großes Konzert mit Đubrivo im vollbesetzten Dom omladine in Split. Im November desselben Jahres verließ Boris Tomljanović die Band und wurde Sänger in der Metal-Band Low Divine, die später ihren Namen zu Last Man Standing änderte. Als kurzzeitiges Ersatzmitglied sprang Mario Bavčević auf ein Paar Konzerten ein. Am Ende kam Loren Šore als langzeitiges Mitglied in die Band.
Im Februar des Jahres 2004 kam das erste Album der Band unter den Label Full Metal Jacket aus Zagreb heraus. Im März verließ Jakša Marušić aus privaten Gründen die Band. Nach kurzer Suche trat Davor Delić der Band als Leadgittarist bei. Der Klang der Band wurde härter und begann, mehr dem Metal zu ähneln. Sie traten auf vielen Konzerten auf; das größte von denen war ein Auftritt auf dem Metal Melting Summit Festival, zusammen mit Hyperion, Low Divine, Dioniz und der Band Blaze von Blaze Bayley, dem ehemaligen Sänger von Iron Maiden. Die Band schrieb das Lied Hajdučka pisma, das in die Kompilation von Liedern, die Hajduk Split gewidmet sind, eingefügt wurde und regelmäßig im Stadion Poljud gespielt wurde.
Ende 2004 verließ Kažimir Cukar die Band und wurde Schlagzeuger in der Hardrock-Band Staro zeljezo. Nach erfolgloser Suche nach einem neuen Schlagzeuger beschloss die Band sich aufzulösen.
Bald darauf trat Delić der Metalband Vega bei. Anfang 2005 verließ er Vega und gründete zusammen mit dem ehemaligen Schlagzeuger von Last Man Standing, Ante Rupčić, Aleksić als Gitarristen und Sänger und Loren Šore an der Bassgitarre die neue Metalband Blackmail. Nach einiger Zeit verließ Aleksić die Band. Blackmail spielte bis 2007 weiter und löste sich dann auf.
2006 traten Kažimir Cukar und Duško Letilović, der Sänger der Band Staro željezo, Last Man Standing bei. Nach kurzer Zeit kam auch Davor Delić zur Band. Dieser verließ nochm einmal die Band am Ende des Jahres 2008 zusammen mit Kažimir Cukar. Bald kamen sie auf die Idee, Distorzija uma nochmals zu formieren.
Nikola Aleksić, Davor Delić und Kažimir Cukar trafen sich und formierten die Band Distorzija uma im März 2009. Als Bassist trat ihr Ivan Jurčević bei. Es dauerte bis Juli desselben Jahres, bis sich die Band schon wieder auflöste.
Als Jakša Marušić aus Zagreb nach Split zurückkehrte, wollte er Distorzija uma nochmals formieren. So fingen Marušić und Aleksić nochmals an, neue Lieder zu schreiben. Anfang 2015 kamen Petar Ugarković als Bassist und Luka Krce als Schlagzeuger in die Band.
Im November 2016 erschien die erste Single Radna verzija von dem zukünftigen Album Prokleti svijet auf der Webseite vom Metal Jacket Magazine. Die Single wurde im Studio 3/4 im Klub Kocka aufgenommen. Der Produzent war Marko Perčić Sula. Am selben Tag erschien das Musikvideo auf YouTube.
Luka Krce verließ die Band Ende des Jahres aus professionellen Gründen. Anfang 2017 trat der ehemalige Schlagzeuger der Band, Dissector Vjeran Birimiša, der Band bei. Im Mai 2017 erschien die neue Single Vukovar, deren Tema die Schlacht um Vukovar im Kroatienkrieg ist. Die Single wurde auch in dem Studio von Kocka aufgenommen und der Produzent war Marko Perčić Sula.
Anfang 2018 nahmen sie im Studio Deva mit dem Produzenten Damir Marušić das erste Lied und Musikvideo mit Vjeran Birimiša als Schlagzeuger auf. Die neue Single hieß Umri sad ti. Das Musikvideo hatte die Premiere im Februar von 2018 auf CMC in der Sendung Maldoror Metal Box. Im Mai verließ Jakša Marušić die Band und beendete damit auch endgültig seine Musikkariere. Davor Delić kam im Juni zum dritten Mal zur Band zurück und verließ sie wieder nach 6 Monaten aus privaten Gründen. Am Ende des Jahres kam Kažimir Cukar, der ehemalige Schlagzeuger der Band aus 2009, in die Band, aber dieses Mal als Gitarrist.
Im April 2019 kam Davor Delić noch einmal in die Band. Er schrieb und produzierte das Lied Ponor, das am 14. Februar 2021 erschien. Petar Ugarković verließ die Band Ende Mai und wurde durch den ehemaligen Bassisten der Band Reckoning, Dino Bajrić, ersetzt. Die erste Single mit Bajrić, Nishta, kam am 5. November 2021 heraus. Im Jahr 2023 verließ Dino Bajrić die Band wegen seiner Sportkarriere.
Im Oktober kam Toni Šimundža, der ehemalige Bassist der Bands La Volpe und Ekskurzija poljoprivredne škole, in die Band. Die erste Single mit dem neuen Bassisten war Nova snaga, die am 29. Februar 2024 veröffentlicht wurde. Die nächste Single, die veröffentlicht wurde, trägt den Namen Spasi me und kam am 17. März 2025 heraus. Produziert wurde die Musik und das dazugehörende video auch von Davor Delić.

## Diskografie
- 2004: Distorzija uma